# 오크스 페글리

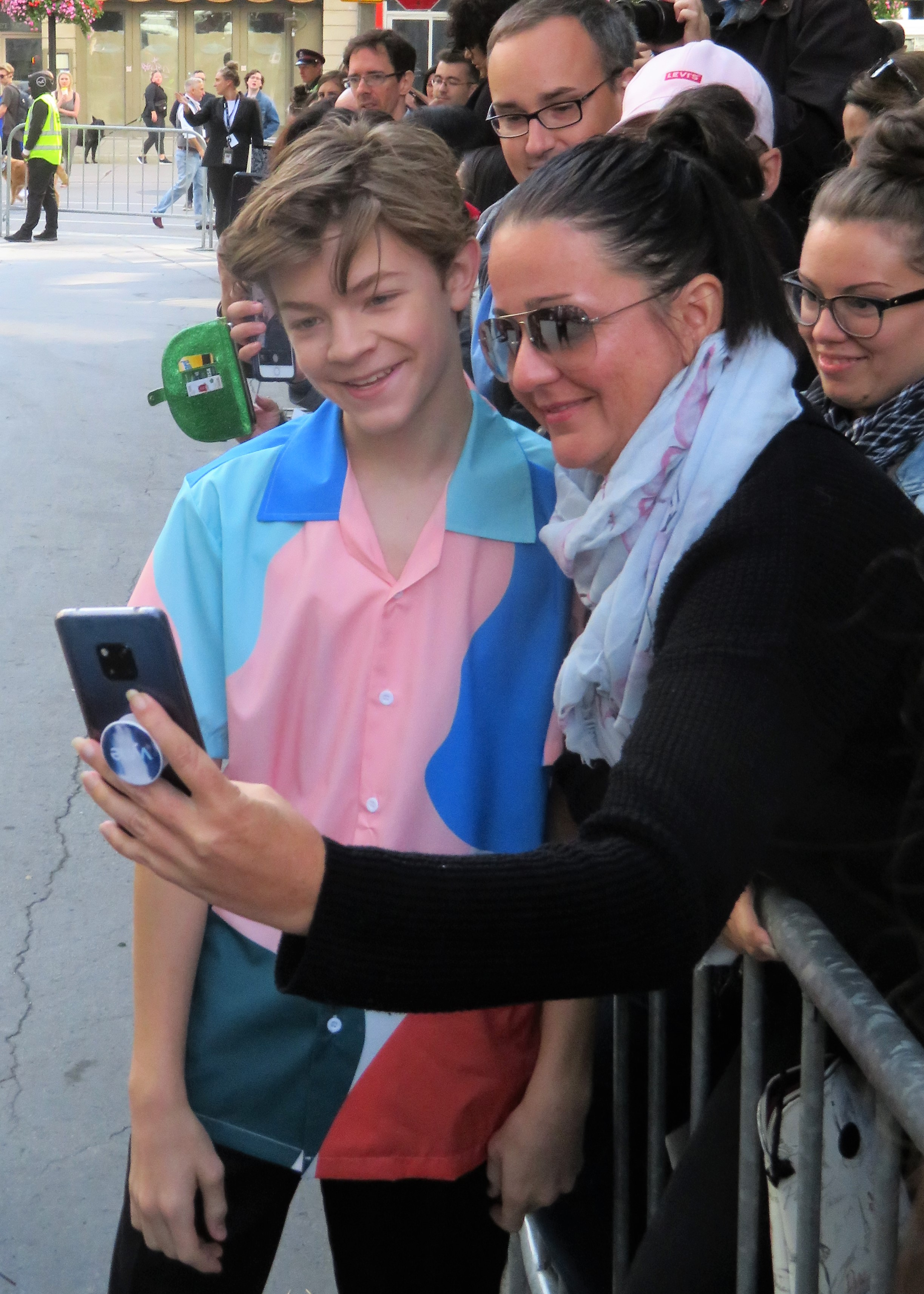

오크스 페글리(Oakes Fegley, 2004년 11월 11일 ~ )는 미국의 배우, 텔레비전 배우이다.
앨런타운에서 태어났다.

## 영화
- 빌보드 (2019년)
- 더 골드핀치 (2019년)
- 워 위드 그랜파 (2018년)
- 100번째 거짓말: 거짓말쟁이의 사랑법 (2018년)
- 원더스트럭 (2017년) - 벤 역
- 피터와 드래곤 (2016년) - 피터 역
- 포트 블리스 (2014년) - 폴 역